# Kullbergstjärnarna (Junsele socken, Ångermanland)
Kullbergstjärnarna är en sjö i Sollefteå kommun i Ångermanland och ingår i Ångermanälvens huvudavrinningsområde.